# Konstruktionismus
Der Konstruktionismus ist eine Lerntheorie, welche die Bedeutung des aktiven Handelns für den Lernprozess betont. Sie ist von den Ideen des Konstruktivismus inspiriert. Wie der Konstruktivismus geht auch der Konstruktionismus davon aus, dass Wissen durch die Lernenden selbst aufgebaut (re-konstruiert) werden muss und nicht einfach vermittelt werden kann. Darüber hinaus betrachtet der Konstruktionismus besonders das Herstellen (Konstruieren) von Artefakten, sei es die Gestaltung eines Produkts, der Bau einer Sandburg oder das Schreiben eines Computerprogramms als sehr lernförderlich. Einerseits wird damit sichergestellt, dass die Lernenden aktiv sind und es ist wahrscheinlich, dass sie parallel zum hergestellten Objekt auch ihre Wissensstrukturen ausgebaut haben. Andererseits geht der Konstruktionismus davon aus, dass Lernende besonders gut lernen, wenn sie Objekte herstellen, an denen sie ein persönliches Interesse haben. Je nach Thema bieten die konstruierten Objekte auch die Möglichkeit, abstrakte theoretische Überlegungen und Modelle konkret fassbar („begreifbar“) und damit verständlicher zu machen.

## Nähere begriffliche Eingrenzungen
Begründet wurde der Konstruktionismus von Seymour Papert, einem Schüler von Jean Piaget. Papert definierte den Begriff 1987 in einem Antrag an die National Science Foundation unter dem Titel Constructionism: A New Opportunity for Elementary Science Education folgendermaßen: „The word constructionism is a mnemonic for two aspects of the theory of science education underlying this project. From constructivist theories of psychology we take a view of learning as a reconstruction rather than as a transmission of knowledge. Then we extend the idea of manipulative materials to the idea that learning is most effective when part of an activity the learner experiences as constructing a meaningful product.“
Allgemein bekannt wurde die Idee des Konstruktionismus durch Paperts Buch Mindstorms: Children, Computers, and Powerful Ideas (Basic Books, 1980, deutsch: Mindstorms: Kinder, Computer und neues Lernen). Darin beschreibt Papert unter anderem, wie Kinder mit der Programmiersprache Logo eigene Programme erstellen. Mit solchen Erfahrungen würden Kinder in einer Art Matheland aufwachsen, in dem es so einfach sei, Mathematik zu lernen, wie es für Kinder in Frankreich ist, Französisch zu lernen.

## Anwendungen
Die Firma Lego begann 1980, Forschungsprojekte in Paperts Forschungsgruppe am MIT zu unterstützen. Unter anderem entstand daraus Lego Mindstorms (siehe auch Programmiersprachen), die Robotiklinie von LEGO, sowie Lego Serious Play, bei dem Geschäftsleute in Workshops mit Hilfe von Legosteinen Probleme analysieren und Strategien entwickeln.

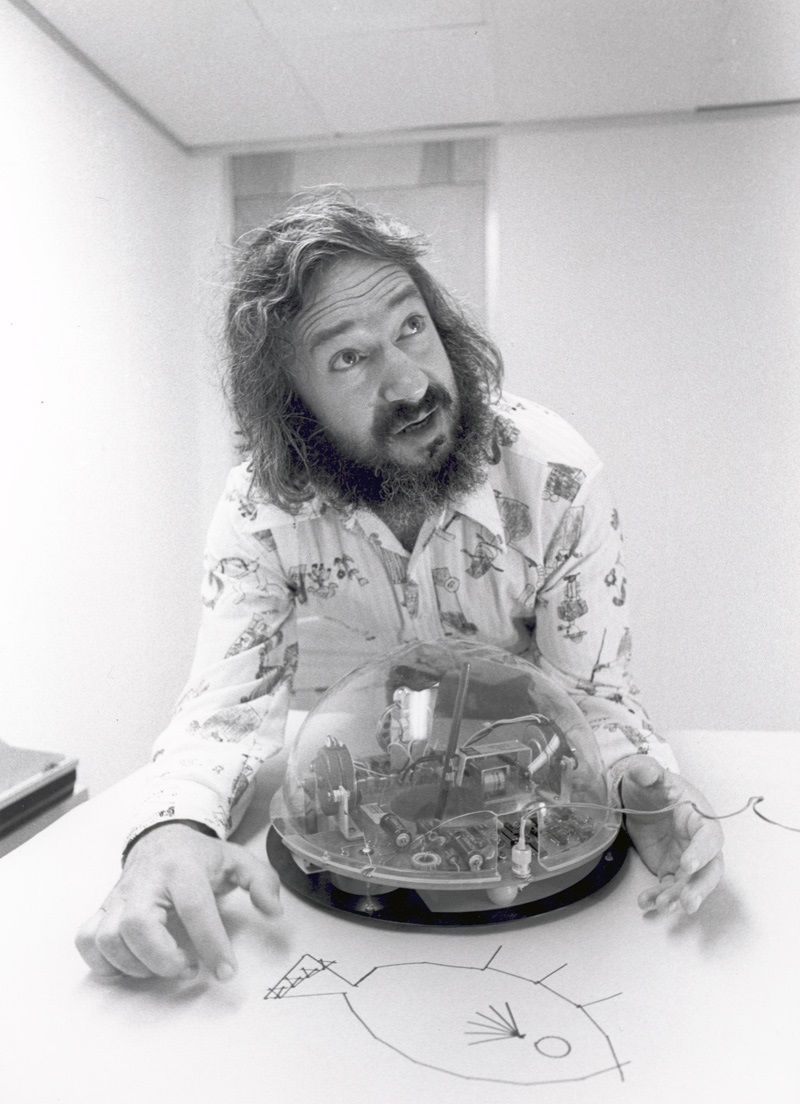
Seymour Papert mit der Turtle, einem Vorläufer der Lego Roboter

Das 100-Dollar-Laptop-Projekt, hinter dem neben Nicholas Negroponte und Alan Kay auch Seymour Papert steht, verfolgt das Ziel, konstruktionistisches Lernen in Entwicklungsländern zu fördern, indem jedes Kind einen persönlichen Laptop erhalten soll.

### Programmiersprachen
Einige Programmiersprachen wurden ganz oder teilweise für den pädagogischen Gebrauch entwickelt, um den Konstruktionismus-Lern-Ansatz zu unterstützen. Diese Sprachen sind dynamisch typisiert und ermöglichen Reflexion.
Die Sprachen umfassen:
- Logo ist eine Multiparadigmen-Programmiersprache und eine einfacher lesbare Adaption bzw. ein Dialekt von Lisp, jedoch ohne die Parenthesen. Logo ist für die Einführung von Turtle-Grafik in den Grundschulen der 1980er bekannt. Ihre Erfinder sind Francisco Esquembre und Seymour Papert.
- Smalltalk ist eine objekt-orientierte Sprache und wurde bei Xerox PARC von einem von Alan Kay geleiteten Team entworfen und entwickelt.
- EToys wird seit den 1990ern unter der Leitung von Alan Kay entwickelt, zuletzt vom Viewpoints Research Institute . Die Entwicklung basiert auf Morphic. Etoys zielte ursprünglich auf Mathe- und Wissenschafts-Erziehung in den Grundschulen ab.
- Physical Etoys  ist eine Erweiterung von Etoys und erlaubt es, unterschiedliche Geräte anzusteuern, z. B. unter anderem Lego NXT, Arduino Board, Sphero, Kinect, Duinobot und Wiimote.
- Scratch wurde im frühen 21. Jahrhundert am MIT Media Lab Lifelong Kindergarden Group entwickelt. Die Entwicklung wird von Paperts Schüler Mitchel Resnick geleitet. Scratch wurde ursprünglich dafür entworfen, um die Anwendung von Technologie in Kinderhorten ökonomisch benachteiligter Gemeinden zu fördern.[3]
- StarLogo TNG wurde vom MIT Scheller Teacher Education Program unter Eric Klopfer entwickelt. Es verbindet ein Block-Programmier-Interface mit 3D-Grafik. Es zielt auf das Programmieren von Spielen und spielartigen Simulationen in Mittel- und Oberschulen ab.
- NetLogo wurde von Uri Wilensky entwickelt. Die Sprache wurde entwickelt, um Kindern das Denken und Argumentieren mit einem Fokus auf Rechnen und Programmierlogik beizubringen. Net Logo erweitert die Logo-Sprache, indem sie sehr viele Schildkröten zur gleichen Zeit zur Verfügung stellt. NetLogo wird verbreitet genutzt, nicht nur in der Umgebung von K-12. Auch Forscher interessieren sich für das Konzept Agentenbasierender Modellierung.
- Easy Java Simulations (auch EjS oder EJS) wurde von Open Source Physics unter Francisco Esquembre für die Programmierung von Physik-Simulationen in Oberschulen und Universitäten entwickelt. Der Nutzer arbeitet auf einem höheren konzeptuellen Level, deklariert und organisiert Gleichungen und andere mathematische Ausdrücke, die die Simulation ausführen.
- Lego WeDo ist eine grafische Programmiersprache für Kinder ab 7 Jahren. Sie wird mit dem LEO WeDo power function hub verwendet.
- Lego Mindstorms EV3 ist eine grafische Datenfluss-Programmiersprache für Kinder ab 10 Jahren.